# Парсек
Парсе́к (русское обозначение: пк; международное: pc) — внесистемная единица измерения расстояний в астрономии, равная расстоянию до объекта, годичный тригонометрический параллакс которого равен одной угловой секунде. Название образовано из сокращений слов «параллакс» и «секунда».
Согласно эквивалентному определению, парсек — это расстояние, с которого отрезок длиной в одну астрономическую единицу (а. е.), перпендикулярный лучу зрения, виден под углом в одну угловую секунду (1″). Из этого определения вытекает, что парсек равен длине катета прямоугольного треугольника с прилежащим углом 1 угловая секунда и другим катетом длиной 1 астрономическая единица.
1 пк = {\displaystyle {\frac {1}{\operatorname {tg} 1''}}} а. е. ≈ {\displaystyle {\frac {360\cdot 60\cdot 60}{2\pi }}} а. е. ≈ 206 264,8 а.е. = 3,0856776⋅1016 м = 30,8568 трлн км (петаметров) = 3,2616 светового года.
В августе 2015 года XXIX Генеральная ассамблея Международного астрономического союза приняла резолюцию B2, в соответствии с примечанием 4 к которой парсек определён как в точности {\displaystyle {\frac {648\,000}{\pi }}} а. е. = {\displaystyle {\frac {360\cdot 60\cdot 60}{2\pi }}} а. е., то есть совпадает с радиусом окружности, у которой длина дуги, стягивающей угол в 1 угловую секунду, равна 1 астрономической единице. Это определение отличается от предыдущего менее чем на 10−11 (в относительных долях), то есть на много порядков меньше, чем наилучшая доступная для современной техники относительная погрешность измерения межзвёздных расстояний (~ 0,001 %, или 10−5). Поэтому в результате переопределения единицы любые расстояния, измеренные в парсеках, фактически не изменились. «Новый» парсек меньше «старого» примерно на 242 километра. Поскольку астрономическая единица на предыдущей сессии ГА МАС (2012 год) была отвязана от физических размеров земной орбиты и определена как точное (без погрешности) значение 149 597 870 700 метров, парсек также в настоящее время имеет неограниченно точное выражение в единицах СИ (а также в световых годах):
1 пк = {\displaystyle {\frac {1\,\,\,{\text{радиан}}}{1''}}} а. е. = {\displaystyle {\frac {360\cdot 60\cdot 60}{2\pi }}} а. е. = 206 264,806247… а.е. = 3,08567758149…⋅1016 м = 30,8567758149… трлн км (петаметров) = 3,26156377716… светового года.
Также используются и кратные единицы: килопарсек (кпк, kpc), мегапарсек (Мпк, Mpc), гигапарсек (Гпк, Gpc). Дольные единицы, как правило, не используются, поскольку вместо них применяются астрономические единицы.
В русском языке слово «парсек» (и его производные — «килопарсек», «мегапарсек», «гигапарсек») в сочетании с числовым значением употребляется вариативно: можно сказать «десять парсеков» или «десять парсек».
В Российской Федерации парсек допущен к использованию в качестве внесистемной единицы без ограничения срока с областью применения «астрономия». При этом, однако, парсек и его обозначение не допускается применять вместе с дольными и кратными приставками СИ, несмотря на то, что использование кратных единиц килопарсек, мегапарсек и гигапарсек общепринято в астрономии.

## Некоторые расстояния
- 1 астрономическая единица (а. е.) составляет приблизительно 4,848⋅10−6 парсека[11];
- по состоянию на апрель 2022 года, космический аппарат «Вояджер-1» находился на расстоянии 0,000756 пк (23,3 млрд км, или 156 а. е.) от Солнца[12], удаляясь по 17,5 микропарсека за год (3,6 а.е./год);
- диаметр облака Оорта ≈ 0,62 пк;
- расстояние от Солнца до ближайшей звезды (Проксима Центавра) составляет 1,3 парсека;
- расстояние в 10 пк свет проходит за 32 года 7 месяцев и 6 дней;
- на расстоянии около 10 пк вероятно возможно найти нейтронную звезду, а на расстоянии в несколько десятков парсеков — чёрную дыру[13].
- расстояние от Солнца до ближайшего шарового скопления, M 4, составляет 2,2 кпк;
- расстояние от Солнца до центра нашей Галактики — около 8 кпк;
- диаметр нашей Галактики — около 30 кпк;
- расстояние до туманности Андромеды — 0,77 Мпк;
- ближайшее крупное скопление галактик, скопление Девы, находится на расстоянии 18 Мпк;
- в масштабах порядка 300 Мпк Вселенная практически однородна[14];
- расстояние до первого открытого, самого яркого и одного из ближайших квазаров, 3C 273, составляет 734 Мпк;
- до горизонта наблюдаемой Вселенной — около 4 Гпк (если измерять расстояние, пройденное регистрируемым на Земле светом), или, если оценивать современное расстояние — с учётом расширения Вселенной (то есть до удалившихся объектов, это излучение когда-то испустивших) ≈ 14 Гпк[15].